# Ján Cikker
Ján Cikker (Banská Bystrica, 29 luglio 1911 – Bratislava, 21 dicembre 1989) è stato un compositore slovacco.

## Biografia
Figlio di František Cikker e della moglie Mária, nata Psotková, insegnante di musica, apprese da lei e dal compositore Viliam Figuš-Bystrý i primi rudimenti della musica.
Studiò dal 1921 al 1929 al ginnasio di Banská Bystrica, quindi dal 1930 al 1935 al Conservatorio di Praga, dove ebbe come maestri 
Jaroslav Křička per la composizione, Pavel Dědeček per la direzione, Bedřich Antonín Wiedermann per l'organo e Růžena Kurzová per il pianoforte. Dal 1936 al 1937 si perfezionò all'Università per la musica e le arti interpretative di Vienna, dove ebbe come insegnante di direzione Felix von Weingartner. Parallelamente, e fino al 1939 studiò composizione con Vítězslav Novák a Praga. 
Nel 1939 si trasferì a Bratislava, dove fino al 1951 fu professore al Conservatorio di Stato. Dal 1945 al 1948 fu anche drammaturgo per l'opera al Teatro Nazionale Slovacco. Dal 1951 al 1973 fu professore di composizione all'Alta scuola di arti musicali di Bratislava. Risiedette a Sliač.
È stato uno dei principali rappresentanti della musica slovacca moderna. Ha influenzato in modo significativo lo sviluppo del dramma musicale del XX secolo, nelle sue opere liriche si è occupato soprattutto di aspetti nascosti della vita umana e della psiche. Si dedicò alla composizione fin dall'epoca degli studi ginnasiali (composizioni per pianoforte e strumenti ad arco), è penetrato nella cultura musicale slovacca con diverse composizioni orchestrali e vocali-sinfoniche all'inizio degli anni 1940. Il centro principale della sua attività è stata la composizione operistica. Tuttavia, fu autore anche di numerose opere sinfoniche (la trilogia di Poemi sinfonici O živote ("Sulla vita"), della cantata Cantus filiorum, dell'oratorio Óda na radosť ("Ode alla gioia"), di musica da camera (due quartetti d'archi) e di musica vocale (ciclo di canzoni O mamičke ("Sulla mammina"), edizioni di canzoni popolari tradizionali). 
Fra i suoi allievi si annoverano Ilja Zeljenka, Miroslav Bázlik, Juraj Beneš e Marián Varga.
Fu sepolto al cimitero di Slávičie údolie a Bratislava.

## Riconoscimenti
A Ján Cikker fu riconosciuto il titolo di "Artista nazionale" cecoslovacco. Nel 1966 vinse il premio Herder. Nel 1971 fu insignito dell'Ordine del Lavoro. Nel 1979 vinse il premio dell'International Music Council

## Composizioni

### Opera
- Juro Jánošík (1950-1953), (su libretto di Štefan Hoza)
- Beg Bajazid (1957) (su libretto di Ján Smrek)
- Mister Scrooge (1959) (su libretto di Ján Smrek)
- Vzkriesenie (1959–1961)
- Hra o láske a smrti (1966)
- Meteor, frammento, (1966)
- Coriolanus (1970–1972)
- Rozsudok (1976-1978)
- Obliehanie Bystrice (1979–1981)
- Zo života hmyzu (1984–1986)
- Antigóna, frammento, (1987–1989)